# …And Then There Was X
…And Then There Was X — третий студийный альбом американского рэпера DMX, выпущенный 21 декабря 1999 года на лейблах Ruff Ryders Entertainment и Def Jam Recordings.

## Об альбоме

### Песни
Первым синглом с альбома является песня What’s My Name, который транслировался по телевидению и по радио. Дебютировал под 67-м номером в чарте Billboard Hot 100.
Вторым синглом стал хит «Party Up (Up in Here)», который помог альбому с продажами. Также альбом стал более значимый с такими треками, как «Fame» и «Here We Go Again», которые являются результатом эмоционального спора протеже DMX’а, 'Shorty', который DMX переводит как 'fucking up big time', оставляя DMX на произвол судьбы одного на улицах.
В число типичных треков DMX входит трек, имеющий тематику про женщин, под названием «What These Bitches Want», в котором звучит гладкий вокал R & B звезды Sisqó. В радио-версии эта песня называется как «What You Want», В число агрессивных треков X входит «Don’t You Ever», «Coming For Ya» и «The Professional», в котором описывается преступность и т. д.
Песня Make a Move была записана в 1994 году, т.е. за 5 лет до выхода альбома, и имел совершенно другой бит.

### Отзывы критиков
Хоть эта работа не стала одной из самых лучших работ DMX, но «…And Then There Was X» был хорошо принят критиками и поклонниками, однако некоторые критики резко констатируют факт, что на этом альбоме не присутствуют песни с религиозными и готическими оттенками и обложка менее устрашающая, чем, например, обложка альбома Flesh of My Flesh, Blood of My Blood.

### Успех
Альбом очень хорошо продавался, в первую неделю было продано 698000 копий. В результате был сертифицирован как 5х платиновый 7 февраля 2001 года от RIAA. Является самым продаваемым альбомом DMX на сегодняшний день. «…And Then There Was X» дебютировал под 1-м номером на Billboard, что делает DMX первым рэпером, чьи три альбома подряд дебютировали на первой строчке.

### Версии альбома
Также была выпущена чистая версия «…And Then There Was X», на котором были вырезаны упоминания о наркотиках и ненормативная лексика. Как ни странно, на альбоме отсутствует упоминание про насилие, за исключением песни «The Professional», на котором используются звуковые эффекты огнестрельного оружия. Тем не менее «Party Up (Up In Here)» подверглась меньшей цензуре, что дало песне ротацию по радио и по телевидению.

### В популярной культуре
- Песни «Angel», «D-X-L (Hard White)» и бонус трек «Good Girls, Bad Guys» появились в фильме 2001 года с участием DMX под названием «Сквозные ранения».
- «Prayer III» использовался Джоном Синой при выходе на ринг на Рестлмании XXVII.

## Список композиций
| №  | Название                             | Продюсер(ы)                                    | Гость(и)             | Длительность | Семпл(ы)                                        |
| -- | ------------------------------------ | ---------------------------------------------- | -------------------- | ------------ | ----------------------------------------------- |
| 1  | «The Kennel» (skit)                  |                                                |                      | 0:36         |                                                 |
| 2  | «One More Road to Cross»             | Swizz Beatz                                    |                      | 4:20         |                                                 |
| 3  | «The Professional»                   | P. Killer Trackz                               |                      | 3:35         |                                                 |
| 4  | «Fame»                               | Dame Grease                                    |                      | 3:37         |                                                 |
| 5  | «A Lot to Learn» (skit)              |                                                |                      | 0:39         |                                                 |
| 6  | «Here We Go Again»                   | DJ Shok                                        |                      | 3:52         |                                                 |
| 7  | «Party Up»                           | Swizz Beatz                                    |                      | 4:28         |                                                 |
| 8  | «Make a Move»                        | P. Killer Trackz                               |                      | 3:33         |                                                 |
| 9  | «What These Bitches Want»            | Nokio                                          | Sisqó                | 4:13         |                                                 |
| 10 | «What’s My Name?»                    | Self Service & Irv Gotti                       |                      | 3:52         |                                                 |
| 11 | «More 2 a Song»                      | P. Killer Trackz                               |                      | 3:42         |                                                 |
| 12 | «Don’t You Ever»                     | Swizz Beatz                                    |                      | 3:48         |                                                 |
| 13 | «The Shakedown» (skit)               |                                                |                      | 0:35         |                                                 |
| 14 | «D-X-L (Hard White)»                 | Dame Grease                                    | The L.O.X. & Drag-On | 4:21         |                                                 |
| 15 | «Comin' for Ya»                      | Swizz Beatz                                    |                      | 4:02         |                                                 |
| 16 | «Prayer III»                         |                                                |                      | 1:59         |                                                 |
| 17 | «Angel»                              | Irv Gotti                                      | Regina Belle         | 5:07         |                                                 |
| 18 | «Good Girls, Bad Guys» (Bonus Track) | P. Killer Trackz & Charly (Shuga Bear) Charles | Dyme                 | 3:55         | • Содержит семпл из песни «Call Me» (R. Mutler) |

## Позиции в чартах
| Чарт (1999)                           | Высшая позиция |
| ------------------------------------- | -------------- |
| Canadian Albums Chart                 | 6              |
| German Albums Chart                   | 46             |
| Netherlands Albums Chart              | 64             |
| U.S. Billboard 200                    | 1              |
| U.S. Billboard Top R&B/Hip-Hop Albums | 1              |